# Walter Willett

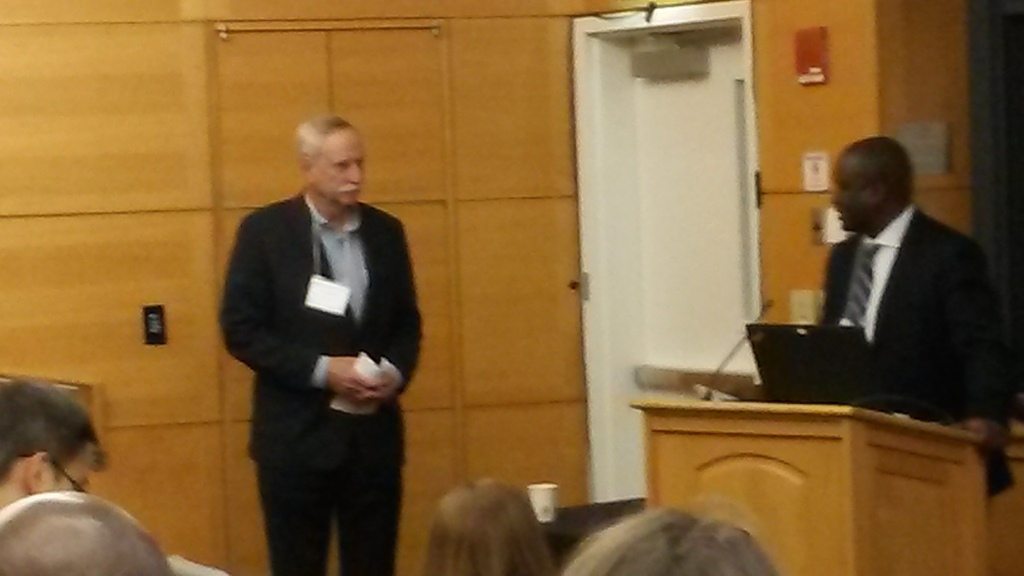
Walter C. Willett (2017)

Walter Willett (Hart, 20 juni 1945) is een Amerikaanse voedingswetenschapper. Hij is als professor verbonden aan de Harvard-universiteit en is hoogleraar aan de afdeling Voeding en Epidemiologie bij de Harvard School of Public Health en de Harvard Medical School.
Willett onderzoekt met de epidemiologie de relatie tussen voeding en gezondheid, vooral naar hart- en vaatziekten en kanker. Ook heeft hij de Amerikaanse voedselpiramide herschreven volgens de laatste wetenschappelijke inzichten. 
Er zijn ongeveer duizend wetenschappelijke artikelen onder zijn naam verschenen. In 1998 publiceerde hij Nutritional Epidemiology, een gezaghebbend handboek dat verschillende edities kende.
Op basis van zijn voedingsachtergrond heeft hij samen met kookboekenschrijfster Mollie Katzen een boek geschreven voor mensen die willen afvallen: Eat, Drink & Weigh Less. Het dieet, wat meer een levensstijl kan worden genoemd, is gebaseerd op tien punten waarop moet worden gelet. Het beveelt onder andere aan iedere dag een multivitamine te nemen en geen zuivelproducten of alleen magere zuivelproducten te eten.